# Igor Chakimzianow
Igor Jewgienjewicz Chakimzianow (ros. Игорь Евгеньевич Хакимзянов; ur. 25 lipca 1980 r. w Makiejewce) – ukraiński separatysta, od kwietnia do maja 2014 Naczelny Dowódca Ludowej Milicji Donbasu i de facto minister obrony Donieckiej Republiki Ludowej.

## Życiorys
W 1997 r. ukończył szkołę średnią w Krasnodarze, następnie według informacji z własnych profilów społecznościowych odbył w latach 1997–1999 kurs dla pilotów wojskowych w krasnodarskiej (lub armawirskiej) wyższej szkole wojskowej. W 2010 r. ukończył zaocznie Doniecki Uniwersytet Narodowy im. Wasyla Stusa. Pracował następnie w firmach prywatnych m.in. jako spedytor.
W 2014 brał udział w protestach przeciwko Euromajdanowi w Doniecku. 10 kwietnia protestujący zajęli budynek regionalnej administracji i ogłosili powstanie ludowej milicji w Donbasie, a Chakimzianowa swoim przywódcą. 12 kwietnia aresztowany przez służby specjalne Ukrainy, jednak tego samego dnia uwolniony. Objęty sankcjami finansowymi i zakazem wjazdu na terytorium Unii Europejskiej, skutecznymi od 12 maja. Od 22 kwietnia poszukiwany przez ukraiński wymiar sprawiedliwości.
W nocy z 6 na 7 maja 2014 r. na południu obwodu donieckiego wybuchły walki pomiędzy separatystami a batalionem „Azow”, gdy ci pierwsi próbowali zastawić zasadzkę w Mariupolu. W wyniku walk Chakimzianow został aresztowany przez ukraińskie siły. Jego przesłuchanie osobiście przeprowadził kandydat na prezydenta Ukrainy Ołeh Laszko, a następnie rozpowszechnione zostało ono przez niego w internecie, co zostało skrytykowane przez organizacje broniące praw człowieka, m.in. Amnesty International i Human Rights Watch. Oskarżono go o zorganizowanie ataku i próbę zabójstwa policjanta, za co groziło mu 10 lat więzienia. Prawdopodobnie 15 września 2014 r. zwolniony w ramach wymiany więźniów. Według informacji z wywiadu z 2015 r., został następnie zastępcą dowódcy batalionu w DNR. W 2016 r. miał według niepotwierdzonych informacji dołączyć do Partii Komunistycznej Donieckiej Republiki Ludowej. We wrześniu 2018 zgłosił swoją kandydaturę na głowę Donieckiej Republiki Ludowej w wyborach w listopadzie tego samego roku. 29 września 2018 został ranny w wybuchu w siedzibie Partii Komunistycznej DNR.